# Anna Sacher

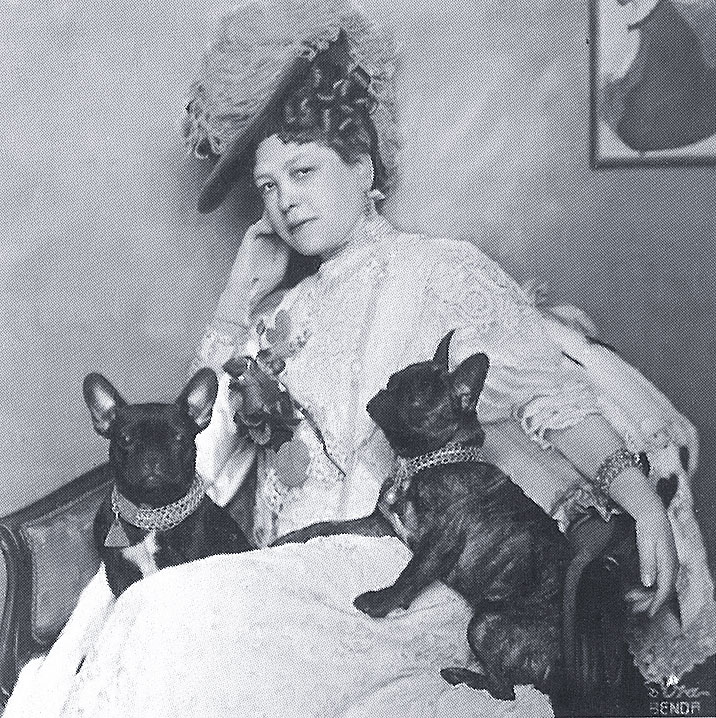
Anna Maria Sacher, fotografía de Madame d'Ora, alrededor de 1908.

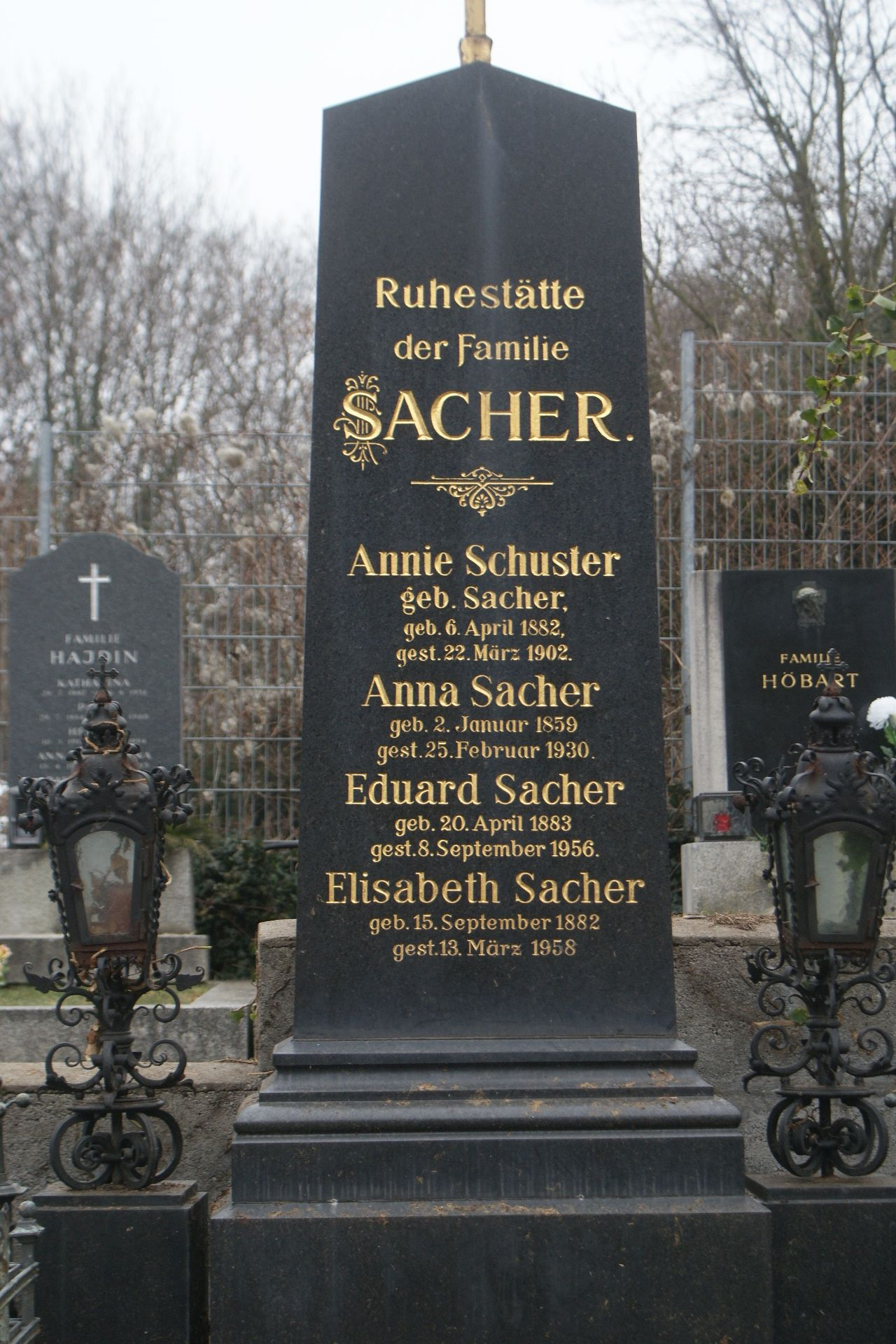
Tumba de Anna Sacher y su hijo Eduard Sacher junior (1883-1956).

Anna Maria Sacher, de soltera Fuchs (2 de enero de 1859, Viena - 25 de febrero de 1930, ibid) fue propietaria del famoso hotel austriaco Hotel Sacher, y nuera de Franz Sacher.

## Vida
Anna Sacher era hija del carnicero Johann Fuchs. Anna Maria creció en Leopoldstadt, el segundo distrito de la capital austriaca, donde asistió al colegio y ayudó en la carnicería de su padre.
En 1880 se casó con el restaurador y hotelero Eduard Sacher (1843-1892), hijo de Rosa y Franz Sacher, inventores de la más tarde mundialmente famosa tarta Sacher (Sachertorte), que posteriormente se elaboraba en la confitería del hotel. Tuvieron tres hijos Eduard junior, Franziska y Anna "Anni". En 1876, Eduard Sacher abrió su hotel en el solar de la antigua Filarmónica de Viena. En pocos años fue apreciado por su elegancia, exclusividad y alta gastronomía. Después de la muerte de su esposo en 1892, Anna Sacher se hizo cargo de la administración del establecimiento. En las siguientes décadas hizo del Hotel Sacher uno de los hoteles más famosos de Europa gracias a su conocimiento gastronómico y estilo corporativo único. Como su esposo antes que ella, Anna Sacher también se convirtió en proveedora oficial de la corte.
La directora del hotel recibió numerosos premios en exposiciones de arte culinario. Su afición por los puros y por los pequeños bulldogs franceses (los por ella llamados en Centroeuropa "Sacher-Bullys"), que también criaba ella misma en su perrera llamada "Dernier cri", eran legendarios. En 1929 Anna Maria Sacher se retiró de la dirección del hotel.
El "Hotel Sacher" es propiedad privada de la familia Gürtler desde 1934.
Anna Sacher fue enterrada en el Dornbacher Friedhof (grupo 1, número 44) en Viena. Su esposo Eduard Sr. está enterrado en el cementerio familiar del Helenenfriedhof en Baden, cerca de Viena.

## Premios
- Medalla de oro al mérito del estado de Viena con la corona.
- Medalla de oro de la República de Austria.

## En la ficción
En la película para televisión Das Sacher de 2016 de Robert Dornhelm, Anna Sacher fue interpretada por Ursula Strauss. El documental La reina de Viena - Anna Sacher y su hotel de Beate Thalberg, también de 2016, muestra un retrato cinematográfico de Anna Sacher.  El largometraje Hotel Sacher se estrenó en 1939. Aquí Hedwig Bleibtreu interpreta a Anna Sacher.